# 天 (佛教)
天界，音譯提婆界，輪迴中的六道之一。人如果能夠行十善業，死後將升天界享受快樂。佛教認為有二十八（层）天，不過佛經中沒有明確提到過“二十八天”的概念。其中居住的天人护法也被佛教稱作二十诸天或二十四天。

## 三界
- 欲界天
  - 欲界包括欲界六天和以下的人道、畜生道等世間，因為界內眾生存有五欲，故稱欲界，欲界六天的天人也不例外。不過，其所居的天層越高，欲望則越淡，仍有男女情事。如四天王天和人类的情爱是同样的方式，而他化自在天，情爱只需相對“暂视”即可完成。[1]
  - 依天人居住的环境，可分為兩類：
    - 地居天：
      1. 四天王天，居於須彌山的山腰。
      2. 忉利天（意譯「三十三天」），居於須彌山的山頂，天主為帝釋天。

    - 空居天：
      1. 夜摩天（意译「善时天」）
      2. 兜率天（意译「喜足天」）
      3. 化樂天
      4. 他化自在天

- 色界天
  - 色指的是仍有色身，但不再有男女情事的天界，是需要禅定功夫离欲者才能转生到此天界。色界雖因禪定力堅固而沒有男女欲望產生，但仍有男女色身相存在，故称色界天。
  - 佛经记载，在「壞劫」時期，初禪以下的世界都被毀壞；經過「空劫」之後，在「成劫」時期，再次形成初禪以下的世界；在「住劫」之初，地表初成，有地乳自然產生。光音天有天福已盡、禪定力退失的男女天人，會被地乳所誘，而來到地上，吃了地乳之後，身體變重而失去飛行能力，遂成為最初的人類。他們失去了天衣的遮蔽，露出了身體，男女互相見到彼此的身體，於是產生情欲，而組織家庭、繁衍後代。
  - 依禪定的程度，可分為初禅天、二禅天、三禅天、四禅天四類，但各宗派的说法有不同，如南传佛教通常立十六天，大乘佛教通常立十七天或十八天，另有二十二天之说。此处举《华（花）严经》二十二天之说：
    1. 初禪天：梵天、梵身天、梵輔天、梵眾天、大梵天
    2. 二禪天：光天、少光天、無量光天、光音天
    3. 三禪天：淨天、少淨天、無量淨天、遍淨天
    4. 四禪天：廣天、少廣天、無量廣天、廣果天、無煩天、無熱天、善見天、善現天、色究竟天（最后五重天爲圣者所居的净居天，又称五不还天）

- 無色界天
  - 以無色身、唯存意識身的形式存在，分為四類：空無邊處天、識無邊處天、無所有處天、非想非非想處天

## 天界分層
- 六欲天，為欲界裡的六層天，包括四天王天、忉利天、夜摩天、兜率天、化樂天、他化自在天。四天王天居須彌山腰，忉利天居須彌山頂，此二天均未離開大地，因此稱地居天；居忉利以上的夜摩天、兜率天、化樂天、他化自在天稱為空居天。
  1. 四天王天（羅馬化：Cāturmahā-rājikakāyika）：位於須彌山腰四面。山東面有黃金埵，有持國天王宮殿；山南面有琉璃埵，有增長天王宮殿；山西面有白銀埵，有廣目天王宮殿；山北面有水晶埵，有多聞天王宮殿；此四天王統領八部鬼神，護持世間。
  2. 忉利天（羅馬化：Trāyastriṃśa）：位於須彌山頂，欲界六天中之第二重天，其宮殿在須彌山頂，天主名釋提桓因（亦稱帝釋），居中央，有三十二個天臣，分居忉利天的四方，連他自己的宮殿，共成了三十三個天宮，所以叫做三十三天。此天过一晝夜，人間已經一百年。
  3. 夜摩天（羅馬化：Yāma）：位於空居天之初層，距閻浮提十六萬由旬，距忉利天八萬由旬之上層虛空中。此天界光明赫奕，無晝夜之分，居於其中，時時刻刻受不思議之歡樂，此天壽量二千歲，其一晝夜相當於人間二百年。三十三天常與阿修羅諍鬥，夜摩天卻遠離諍鬥，故稱離諍天。此天眾生乃於不殺生，不偷盜，不邪淫等樂修多作，又自能持戒，教他持戒，亦有男娶女嫁婚姻之事。
  4. 兜率天（羅馬化：Tuṣita）：彌勒菩薩上生於此，天壽4000歲，壽盡下生成佛，為彌勒淨土。意為知足，有內外兩院，內院菩薩居，外院天人居。「外院」是凡夫所住的穢土，有三災。「內院」是一生補處菩薩（即將成佛者）居住的淨土三災不到。釋迦牟尼佛為一生補處菩薩時，也曾在此天修行，然後由此處下生人間，彌勒佛在降生人間之前，現在就在兜率天宮的內院中說法
  5. 化樂天（羅馬化：Nirmāṇarati）：變化五欲而娛樂等，樂修多作。其天眾身長八由旬，身有常光。
  6. 他化自在天（羅馬化：Parinirmita-vaśavartin）：居於此天的眾生，不用自己樂具變現，而利用下天化作，假他之樂事，自在遊戲，故曰他化自在。此天人壽命一萬六千歲，其壽命相當於人間九十二億一千六百萬年。

- 色界天十八層天
  - 初禪（羅馬化：Brahmā）三天：
    1. 梵眾天（Brahmapāriṣadya）、
    2. 梵輔天（Brahmapurohita）、
    3. 大梵天（Mahābrahmā）。

    - 梵是清淨離欲義，離欲則心生喜樂，故名離生喜樂地。

  - 二禪（羅馬化：Ābhāsvara）三天：
    1. 少光天（Parīttābha）、
    2. 無量光天（Apramāṇābha）、
    3. 光音天（極光淨天，Ābhāsvara）。

    - 此三天無尋無伺，入定發光，故名定生喜樂地。

  - 三禪（羅馬化：Śubhakṛtsna）三天：
    1. 少淨天（Parīttaśubha）、
    2. 無量淨天（Apramāṇaśubha）、
    3. 遍淨天（Śubhakṛtsna）。

    - 此三天身心最淨，但樂無喜，故名離喜妙樂地。

  - 四禪（羅馬化：Bṛhatphala）九天：此九天離樂捨念，故名捨念清淨地。
    1. 其中無雲天（Anabhraka）、福生天（Puṇyaprasavā）、廣果天（Bṛhatphala），此三天為凡夫禪；
    2. 無想天，此天為外道禪；
    3. 無煩天（Avṛha）、無熱天（Atapa）、善見天（Sudṛśa）、善現天（Sudarśana）、色究竟天（Akaniṣṭha），此五天為三果所居，又名五不還天或五淨居天（Śuddhāvāsa），其中三果是指證聲聞三果尊者所居之處；

- 無色界四層天，即四空天，此四天無色蘊，但有受想行識四蘊，故曰無色界。此四天為：
  1. 空無邊處天（Ākāśānantyāyatana）、
  2. 識無邊處天（Vijñānānantyāyatana）、
  3. 無所有處天（Ākiṃcanyāyatana）、
  4. 非想非非想處天（Naivasaṃjñānāsaṃjñāyatana）。

## 天人
天界眾生以須彌山或其上而居，越往上壽命越長，例如忉利天人壽命為一千歲，其一日相當於人間一百年，因此其壽命相當於人間三千六百萬年，以此類推。天人壽命很長且有大能，一動念萬般華衣美食隨處湧出；然而往往因生活太好而殆慢佛法。眾生六道輪迴，不會永恆存在於一道不變，天人壽命雖然很長但也有盡頭，按佛教說法，天人死後仍要進入輪迴，下墮為人、阿修羅、畜生、餓鬼、乃至地獄。

## 引用
1. ↑   《阿毘達磨大毘婆沙論》：「有說。人及前四天相觸成婬是故合立。第五天共笑成婬。第六天相視成婬故各別立。此依喻顯婬事時量差別而說如前已辯。」